# Madivala, Mulbagal
Madivala là một làng thuộc tehsil Mulbagal, huyện Kolar, bang Karnataka, Ấn Độ.